# Penninische Dekbladen
| Geologie van de Alpen |
| --- |
| Weisshorn |
| Tektonische indeling |
| Molassebekken |
| Helvetische Zone |
| Penninische Dekbladen |
| Austroalpiene Dekbladen |
| Zuidelijke Alpen |
| Geologische structuren |
| Aarmassief · Dent Blanche-nappe · Engadin-venster · Hohe Tauern-venster · Periadriatische lijn · Ivrea-zone · Lepontin dome · Rhône-Simplonlijn · Sesia-zone |
| Paleogeografische gebieden |
| Valais-oceaan |
| Briançonnais microcontinent |
| Piëmont-Liguriëbekken |
| Apulische of Adriatische plaat |
| Portaal Geologie |

De Penninische nappes of het Penninicum zijn een van de drie groepen nappes (nappe-opeenvolgingen) in de Alpen. De Penninische nappes hebben van de drie groepen de hoogste metamorfe graad gekend en vormen de centrale zone van het gebergte; ze bestaan uit hoog metamorfe gesteenten van verschillende paleogeografische oorsprong. In het westen van de Alpen (Frankrijk en Zwitserland) zijn deze nappes veel duidelijker aanwezig dan in het oosten (Oostenrijk), waar ze dagzomen als een smalle band.
Het Penninicum vormt de middelste nappe opeenvolging van de drie, de gesteentes hieruit worden meestal verondersteld noch van de Europese continentale marge noch van de Adriatische plaat afkomstig te zijn, maar van de paleogeografische gebieden die ertussen lagen. Het Penninicum bevat karakteristiek veel ofiolieten en diep mariene fyllieten en heeft een hoge metamorfe graad.

## Indeling in de Westelijke Alpen
- Gesteentes afkomstig van de voormalige rand van het Europese continent, die gesubduceerd zijn en later weer geobduceerd.
- Gesteentes ontstaan in de Valais Oceaan: gemetamorfoseerde ofiolieten en sedimenten uit het geobduceerde Valais Oceanisch bekken. Sommige van deze nappes moeten erg diep zijn gesubduceerd, in stukken vroegere oceanische korst worden namelijk eclogieten gevonden. Diep mariene sedimenten uit het Krijt en Tertiaire flysch zijn bewaard gebleven als (glimmer-)schisten.
- De Briançonnais eenheid: gesteentes van het vroegere Briançonnais microcontinent. Dit zijn ten eerste gesteentes uit de diepe continentale korst (geïntrudeerd door Hercynische granieten), maar ook gemetamorfoseerde sedimenten: grafiet-houdend boven-Carboon, Permische rode zandsteen, Triassische evaporiet en dunne lagen kalksteen uit het Jura en onder-Krijt. Voorbeelden van het Briançonnais terrein zijn de St. Bernard- en Monte Rosa nappes, de Monte Rosa en de Mischabelgroep worden door harde Briançonnais gneisen gevormd.
- Gesteentes afkomstig van het voormalige Piëmont-Liguria bekken. Dit zijn vooral ofiolieten, brokstukken van de oceanische korst die in dit bekken werd gevormd. Daarop afgezette mariene kalkstenen zijn nu als marmer terug te vinden. Ook worden tot schisten gemetamorfoseerde, oorspronkelijk diep mariene (in een oceanische trog afgezette) gesteentes uit het Krijt gevonden. Dit wijst erop dat er in het Krijt een subductiezone was ontstaan langs de noordelijke rand van de Adriatische plaat, waaronder oceanische korst uit het Piëmont-Liguria bekken subduceerde.

## Indeling in de Oostelijke Alpen
De eerste twee groepen hieronder worden of gekorreleerd met de Briançonnais gneisen uit de Westelijke Alpen (zoals hier), of tot de Helvetische nappes gerekend. In het Hohe Tauern Window komen alle onderstaande eenheden voor:
- Oude Precambrische en Cambrische gneisen van continentaal basement.
- Jongere Hercynische (laat-Carbonische) graniet intrusies die door de Hercynische en Alpiene gebergtevormingen tot gneiss gemetamorfoseerd zijn.
- vroeg Paleozoïsche ofiolieten, die geïntrudeerd zijn door Hercynische graniet voorkomens.
- Triassische en Jurassische afzettingsgesteentes, die nu tot kalkhoudende fyllieten zijn gemetamorfoseerd. In de Oostelijke Alpen volgen daarop nog afzettingen uit het Krijt en zelfs vroeg Tertiair, voornamelijk flysch. Deze zijn vergelijkbaar met de Valais gesteentes uit de Westelijke Alpen. Ze zijn afgezet in een oceanische trog die ontstond toen de oceanische korst van de Alpiene Tethys Oceaan (de Valais en Piëmont-Liguria oceanen samen) onder de Adriatische plaat begon te subduceren. Deze gesteentes worden de Bündner leistenen genoemd.

Er komen in het Hohe Tauern venster geen gesteentes meer voor die aan het Briançonnais terrein worden toegeschreven. De conclusie is dat dit terrein in het oosten ophield en daarom niet meer voorkomt. Er is onenigheid over welke gesteentes in het Tauern venster met de Piëmont-Liguria en Valais Oceanen in het westen kunnen worden gecorreleerd.